# Ivoorkust op de Olympische Zomerspelen 2000
Ivoorkust nam deel aan de Olympische Zomerspelen 2000 in Sydney, Australië.

## Deelnemers

### Atletiek
| Olympiër                                                | Discipline | Resultaat | Prestatie                                                                                |
| ------------------------------------------------------- | ---------- | --------- | ---------------------------------------------------------------------------------------- |
| Ibrahim Meité                                           | 100m (m)   | 31e       | serie 8: 4de in 10,24 (PB) kwartfinale 1: 6de in 10,40                                   |
| Ahmed Douhou                                            | 200m (m)   | 36e       | serie 4: 4de in 20,98                                                                    |
| Eric Pacôme N'Dri Ahmed Douhou Yves Sonan Ibrahim Meité | 4x100m (m) | 10e       | serie 1: 1ste in 39,06 halve finale 1: 5de in 38,82                                      |
|                                                         |            |           |                                                                                          |
| Ibrahim Meité                                           | 100m (v)   | 34e       | serie 9: 5de in 11,52                                                                    |
| Ibrahim Meité                                           | 200m (v)   | 9e        | serie 4: 2de in 22,85 (NR) kwartfinale 4: 2de in 22,86 halve finale 2: 5de in 22,76 (NR) |
| Ibrahim Meité                                           | 4x100m (v) | 18e       | serie 3: 5de in 44,34 (NR)                                                               |

### Judo
| Olympiër          | Discipline | Resultaat | Prestatie                                                                     |
| ----------------- | ---------- | --------- | ----------------------------------------------------------------------------- |
| Rose Marie Kouaho | -57kg (v)  | 21e       | 1ste ronde: V van BEL Lomba                                                   |
| Lea Zahoui Blavo  | -70kg (v)  | 17e       | 1ste ronde: W van INA Marzuki 2de ronde: V van RUS Koezina                    |
| Akissi Monney     | -78kg (v)  | 13e       | 1ste ronde: vrij 2de ronde: V van BEL Rakels herkansingen: V van NED Kienhuis |

### Taekwondo
| Olympiër                  | Discipline | Resultaat | Prestatie |
| ------------------------- | ---------- | --------- | --- |
| N'Guessan Sebastien Konan | -80kg (m)  | 5e        | 1ste ronde: vrij kwartfinale: W van LES Mokhosi: 4-3 halve finale: V van GER Ebnoutalib: 3-4 herkansingen: V van MEX Estrada: 4-6 |

### Worstelen
| Olympiër           | Discipline  | Resultaat   | Prestatie                                                                        |
| Vrije stijl        | Vrije stijl | Vrije stijl | Vrije stijl                                                                      |
| ------------------ | ----------- | ----------- | -------------------------------------------------------------------------------- |
| Vincent Aka-Akesse | -85kg (m)   | 20e         | groep F: 4de V van ROU Ghiță: 0-10 V van IRI Khadem: 0-4 V van HUN Kapuvári: 0-6 |

### Zwemmen
| Olympiër         | Discipline          | Resultaat | Prestatie              |
| ---------------- | ------------------- | --------- | ---------------------- |
| Gregory Arkhurst | 100m vrije slag (m) | 63e       | serie 2: 1ste in 53,55 |

Albanië · Algerije · Amerikaanse Maagdeneilanden · Amerikaans-Samoa · Andorra · Angola · Antigua en Barbuda · Argentinië · Armenië · Aruba · Australië · Azerbeidzjan · Bahama's · Bahrein · Bangladesh · Barbados · België · Belize · Benin · Bermuda · Bhutan · Bolivia · Bosnië en Herzegovina · Botswana · Brazilië · Britse Maagdeneilanden · Brunei · Bulgarije · Burkina Faso · Burundi · Cambodja · Canada · Centraal-Afrikaanse Republiek · Chili · China · Chinees Taipei · Colombia · Comoren · Congo-Brazzaville · Congo-Kinshasa · Cookeilanden · Costa Rica · Cuba · Cyprus · Denemarken · Djibouti · Dominica · Dominicaanse Republiek · Duitsland · Ecuador · Egypte · El Salvador · Equatoriaal-Guinea · Eritrea · Estland · Ethiopië · Fiji · Filipijnen · Finland · Frankrijk · Gabon · Gambia · Georgië · Ghana · Grenada · Griekenland · Groot-Brittannië · Guam · Guatemala · Guinee · Guinee‑Bissau · Guyana · Haïti · Honduras · Hongarije · Hongkong · Ierland · IJsland · India · Indonesië · Irak · Iran · Israël · Italië · Ivoorkust · Jamaica · Japan · Jemen · Joegoslavië · Jordanië · Kaaimaneilanden · Kaapverdië · Kameroen · Kazachstan · Kenia · Kirgizië · Koeweit · Kroatië · Laos · Lesotho · Letland · Libanon · Liberia · Libië · Liechtenstein · Litouwen · Luxemburg · Macedonië · Madagaskar · Malawi · Malediven · Maleisië · Mali · Malta · Marokko · Mauritanië · Mauritius · Mexico · Micronesië · Moldavië · Monaco · Mongolië · Mozambique · Myanmar · Namibië · Nauru · Nederland · Nederlandse Antillen · Nepal · Nicaragua · Nieuw-Zeeland · Niger · Nigeria · Noord-Korea · Noorwegen · Oeganda · Oekraïne · Oezbekistan · Oman · Oostenrijk · Pakistan · Palau · Palestina · Panama · Papoea-Nieuw-Guinea · Paraguay · Peru · Polen · Portugal · Puerto Rico · Qatar · Roemenië · Rusland · Rwanda · Saint Kitts en Nevis · Saint Lucia · Saint Vincent en Grenadines · Salomonseilanden · Samoa · San Marino ·  Sao Tomé en Principe · Saoedi-Arabië · Senegal · Seychellen · Sierra Leone · Singapore · Slovenië · Slowakije · Soedan · Somalië · Spanje · Sri Lanka · Suriname · Swaziland · Syrië · Tadzjikistan · Tanzania · Thailand · Togo · Tonga · Trinidad en Tobago · Tsjaad · Tsjechië · Tunesië · Turkije · Turkmenistan · Uruguay · Vanuatu · Venezuela · Verenigde Arabische Emiraten · Verenigde Staten · Vietnam · Wit-Rusland · Zambia · Zimbabwe · Zuid-Afrika · Zuid-Korea · Zweden · Zwitserland · Individuele olympische atleten